# Philetus memorandus
Philetus memorandus är en tvåvingeart som beskrevs av Axel Leonard Melander 1927. Philetus memorandus ingår i släktet Philetus och familjen dansflugor. Inga underarter finns listade i Catalogue of Life.